# Station Mysłowice Brzezinka
Station Mysłowice Brzezinka is een spoorwegstation in de Poolse plaats Mysłowice.